# Chapultepec

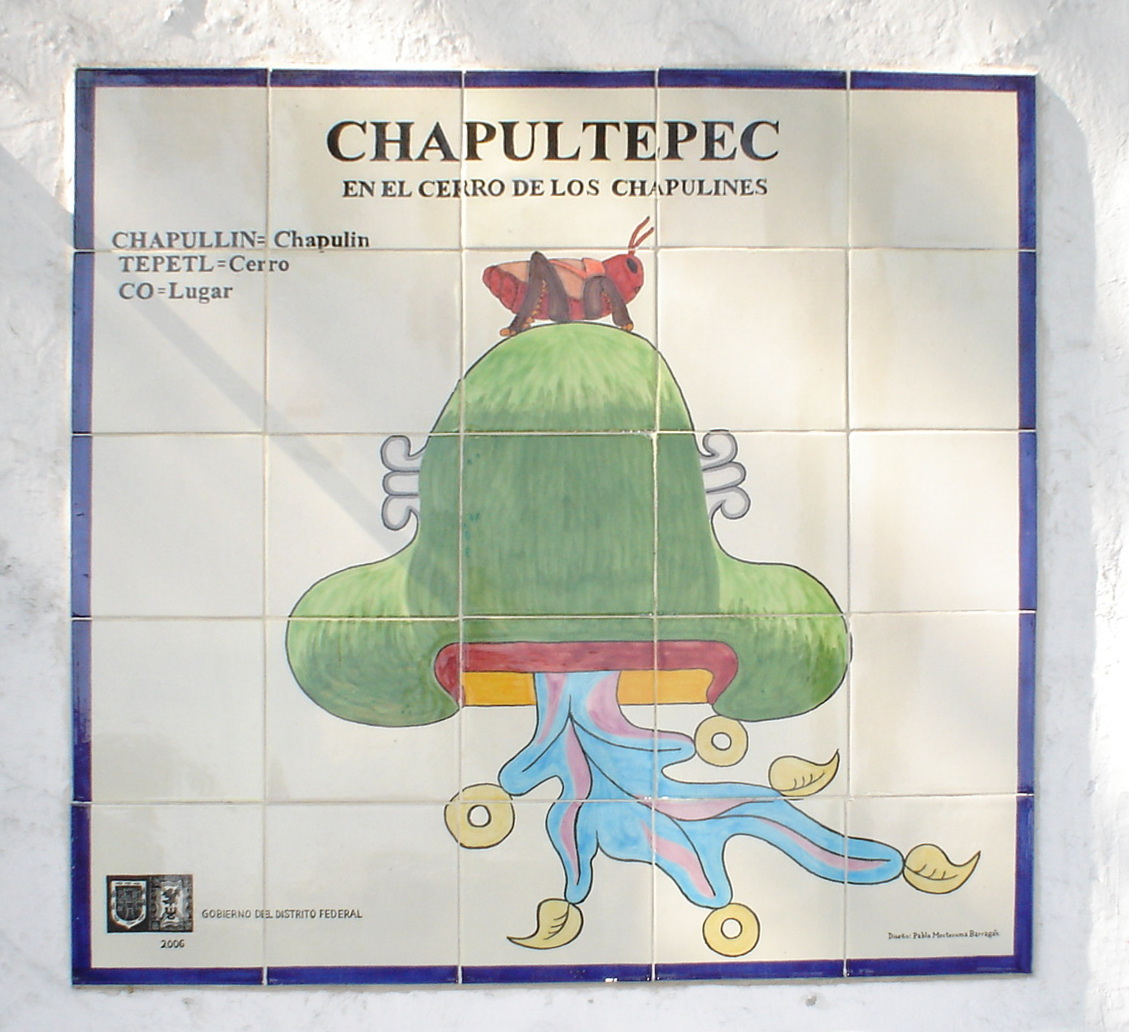
Significato di Chapultepec

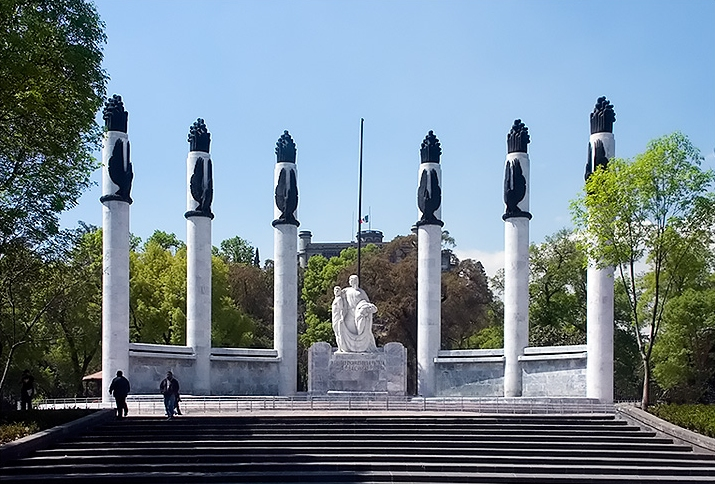
Castello di Chapultepec e monumento ai ragazzi eroi

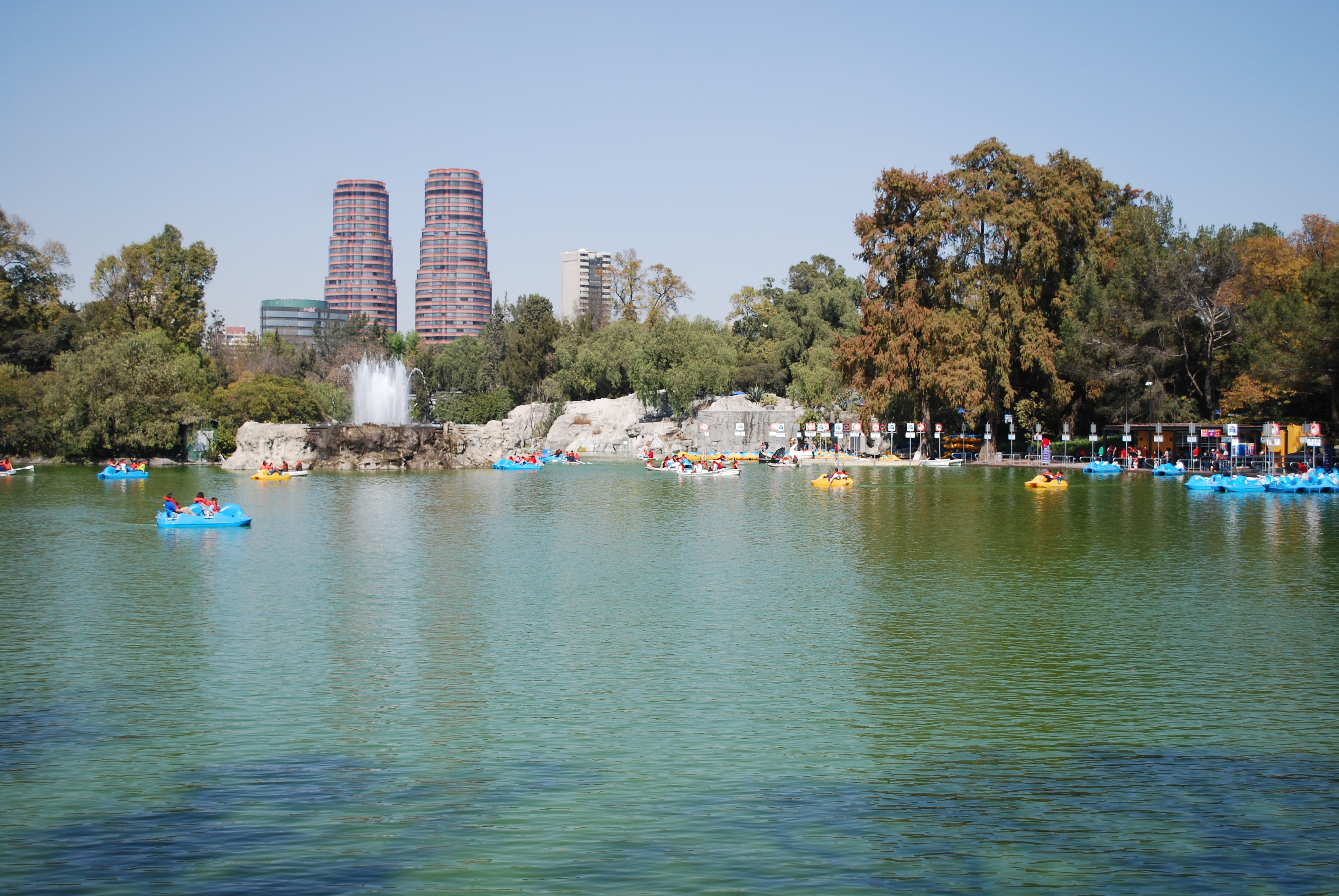
Lago del Bosco di Chapultepec

Chapultepec è il monte che si trova a ovest di Città del Messico, circondato da un parco. Esso comprende una zona boscosa dei laghi, installazioni per il tempo libero (parco giochi, musei, teatri e uno zoo) ed edifici storici come il Castello di Chapultepec.
Conosciuto, abitato e utilizzato ancora prima della conquista Spagnola del 1521, il suo nome significa "monte del grillo" in lingua náhuatl, o più precisamente "luogo della collina dei chapulines", appunto per i molti grilli che si trovavano in quella zona del bosco. Di quell'epoca rimangono i bagni di Montezuma e gli acquedotti.
Il bosco attualmente è diviso in tre sezioni. Si può arrivare al bosco usando le stazioni della metro Chapultepec, Auditorio e Costituyentes.

## Monumenti e luoghi d'interesse
Nella prima sezione si trovano:
- Museo nazionale di storia (Museo nacional de historia) castello di Chapultepec

Regime generale delle tre sezioni Chapultepec, Panteón de Dolores civile, e Tacubaya Polanco delegazione Miguel Hidalgo. In spagnolo.

- Museo di arte moderna
- Museo nazionale di antropologia
- Zoo di Chapultepec
- Bagni di Moctezuma
- Monumento ai Ragazzi Eroi
- Museo Tamayo

Nella seconda sezione:
- La Feria (parcogiochi)
- Museo di storia naturale
- Papalote Museo del bambino
- Pianeta azzurro
- Museo tecnologico